# Erik Thygesen
Erik Thygesen (12. september 1941 i Nyborg – 6. april 1999 i København) var en dansk forfatter, journalist og kulturpersonlighed. Han var ved sin død bosat i København (hjertetilfælde).
Han voksede op i et vestjysk husmandsmiljø tæt ved den såkaldte armodsgrænse på Holstebroegnen. Hans far var jernbanearbejder og kommunist. Skolen og de øvrige påvirkninger fra omgivelserne var indremissionske. I sit voksenliv markerede han sig som antikristen og antikommunist med københavnerblod i årene. Interessen for og solidariteten med de to miljøer – Vestjylland og storby – prægede med skiftende vægt hele hans mangeartede skribentvirksomhed, hvor han fremhævede, at det politiske har indflydelse på det private og det private på det politiske.
Som folkeskoleelev vandt han i en stilekonkurrence om den amerikanske fotograf Edward Steichens udstilling Family of Man et et-årigt studieophold i Los Angeles, USA.

## Journalistik og Drama
Han var med til at redigere Superlove, et tidsskrift om beatkulturen, der udkom i en treårig periode fra 1968 til 1970.
Sin avisjournalistik udfoldede han især på Information fra 1972 til sin død.
Han skrev for nye gruppeteatre som Svalegangen, Skifteholdet og Natholdet, men han har også skrevet drama om fx krisen i landbruget til Aalborg Teater (1984). Med sit andet teaterstykke "Kommunen" bragte Svalegangen og Erik Thygesen betegnelsen "Journalistisk teater" ind i kulturskribenternes ordbøger. Betegnelsen blev i årene derefter brugt som kvalitetsbetegnelser og som skældsord. Men en fornyelse var det i hvert fald.
Han skrev manuskripterne til filmene Den forsvundne fuldmægtig (1971) og Barndommens gade (1986) efter sin svigermor, Tove Ditlevsens bog. Udover tillige at skrive novellefilm bidrog Erik Thygesen til filmbranchen som programredaktør på Statens Filmcentral, som medstifter af filmkollektivet ABCinema, og som en af de bærende kræfter bag filmbladet Levende Billeder.

## Bøger i 1960'erne
Erik Thygesen udgav i 1964 den første samlede danske præsentation og oversættelse af forfatterne og digterne i den amerikanske beatgeneration: San Francisco Renaissancen. Elleve moderne amerikanske lyrikere. Han har siden da flere gange oversat og introduceret beatgenerations-forfatterne Allen Ginsberg og Lawrence Ferlinghetti.
I 1966 udgav han bogen Er marihuana skadelig? der afliver nogle af myterne som især i 1950'erne var opstået omkring stoffet. Bogen er samtidig en tour-de-force i hashens litteraturhistorie med lange afsnit om hash og marihuana taget fra tidligere, især kunstneres, værker, såsom Mezz Mezzrow, Charles Baudelaire, Théophile Gautier og Fitz-Hugh Ludlow.

## Lindøreportagen
I en årrække var Thygesen freelance-medarbejder ved DR1. Han vakte i 1973 så megen vrede i politiske kredse, at Radiorådet på ikke mindst Erhard Jacobsens initiativ forhindrede en fastansættelse. Den direkte anledning var en fiktiv dokumentarudsendelse, der formede sig som en direkte reportage fra en arbejdsulykke på Lindøværftet med dødelig udgang.

## Teaterforestillinger
"Kom som du er" - Natholdet på Svalegangen og Husets Teater 1978
- "Så er der kun Stiften tilbage" – Svalegangen. Instruktør Waage Sandø (1977).
- "Kommunen" – Svalegangen 1978.
- "Bare Vi havde det hele" – Natholdet på Husets Teater 1978.1977
- "Storbyens Fristelser" – Natholdet på Gråbrødre Torv 1978.
- "DSB" En musical om et land i bevægelse" – Teatergruppen "Natholdet" Musik: T.Borup/B. Hesselmann Instruktør jacob Christensen (1979/80)
- "Engang imellem må det være dig, der bøjer af" – Svalegangen 1980.
- "Syng mig en sang" – Natholdet på Svalegangen og Slukefter 1982.
- "Bindinger" – Teatergruppen Banden 1982.
- "En lod af din jord" – Svalegangen. Instruktør Knud Ditmer 1983.
- "Sol over storbyen" – Natholdet på Københavneren 1983.
- "Der er lige et par ting, jeg synes, jeg sku' ha' sagt" – Café Liva (Èn Over/èn Under)
- Så Længe Mit Hjerte Slår – En Nat Med John Mogensen (instruktør Jacob Christensen – en forestilling, der turnerede i 12 år fra 1985.
- "Den røde linje" – Bellevue Teatret 1987.
- "Platugler og totalskader" – John Mogensen-gruppen ????
- "TD, 13 ansigter" – Betty Nansen Teatret 1988.
- "En god dag" – Ålborg Teater 1991.
- 220 Waits – om Tom Waits.

"Med Livet i hænderne" – Cafe´ liva (Én Over/Èn Under) 1993

## Radio-teater
- "Chips og kanel", lytterspil – serie 1987.

## Tv-Teater
- "I hovedet på erhvervschefen", 1977
- "Kom som du er" – Natholdet 1978
- "Det hemmelige Danmark" – 1981
- "Operatøren" – 1984
- "Hver 4. weekend" –

## LP
- "A Ka How": Erik Thygesen Vocal m. Benno Bopper Band- Exlibris 1980
- "Der er lige er par ting, jeg synes, jeg sku' ha' sagt"
- "Så længe mit hjerte slår"

- CD – "Med LIvet i Hænderne" (èn Over/Èn Under) 1994

## Bøger
- San Francisco Renaissancen. Elleve moderne amerikanske lyrikere (Risskov: Sirius, 1964)
- Af ham selv – en gendigtning af dele af John Lennons In his Own Write og A Spaniard in the Works. (1965)
- Er marihuana skadelig? (Stig Vendelkærs Forlag 1966)
- Den amerikanske befrielsesfront bind I og II (Bibliotek Rhodos 1970)
- Erfaringer fra en arbejdskamp Plattekonflikten på Den kgl. Porcelainsfabrik 1972-73 (red.) [2]
- Om Køb Og Salg Af Arbejdskraft: Syv Radioudsendelser (1973) ISBN 87-7560-071-4
- Ytringsfrihed og offentlighed: de hemmelige dokumenter fra Danmarks Radios afskedigelse af Erik Thygesen. (1976) (Sammen med Danmarks Radio og Frands Mortensen). Århus : Modtryk, ISBN 87-87458-62-4
- Uprofessionelle Billeder: For En Demokratisering Af Medierne (1980) Sammen med Dok-film (Group, Sverige) ISBN 87-87498-79-0
- Dramatiker!: En Rapport Om Teaterarbejde (1981) (med Kristen Bjørnkær, Kaj Nissen og Chr. Ludvigsen. ISBN 87-7445-100-6
- Gunnar Ekelöf's Open-Form Poem, A Molna Elegy (1985) ISBN 91-554-1687-X
- TD, 13 Ansigter (1986) (sammen med Tove Ditlevsen) ISBN 87-7445-265-7
- Ingen fluer på Frank – en gendigtning af dele af Lennons Skywriting By Word Of Mouth. (1994)
- Amerikanske noveller – red. Erik Thygesen. Bl.a. Grace Paley, Jamaica Kincaid og Raymond Carver (Klim, 1994)
- Modus Vivendi: Selected Prose by Gunnar Ekelof and Erik Thygesen (1996) Norwich, England : Norvik Press, ISBN 1-870041-30-5
- Allen Ginsberg: Amerika jeg har givet dig alt og nu er jeg intet (oversættelse) (1997)
- Lawrence Ferlinghetti: Iført Apollinaires filthat (oversættelse) (1999)
- Et navn for mig selv – og andre historier (efterladte noveller) (Tiderne Skifter, 2003)
- Grønsund - en lokal historie. Tiderne Skifter 1976.